# Medinilla multinervia
Medinilla multinervia är en tvåhjärtbladig växtart som beskrevs av Elmer Drew Merrill. Medinilla multinervia ingår i släktet Medinilla och familjen Melastomataceae. Inga underarter finns listade i Catalogue of Life.